# یک پسر هندی خوب
یک پسر هندی خوب (به انگلیسی: A Nice Indian Boy) یک فیلم کمدی رمانتیک آمریکایی محصول سال ۲۰۲۴ به کارگردانی روشن ستی است، یک پزشک هندی-آمریکایی را دنبال می‌کند که نامزدش جی، مرد سفیدپوستی که توسط والدین هندی به فرزندخواندگی گرفته شده است، را برای ملاقات با خانواده سنتی خود می‌آورد. کاران سونی در نقش ناوین، جاناتان گروف در نقش جی، سونیتا مانی در نقش آرونداتی، زارنا گارگ در نقش مگا و هریش پتل در نقش آرشیت بازی می‌کنند.
این فیلم در ۱۲ مارس ۲۰۲۴ در جنوب از جنوب غربی اکران شد، و برای اکران در ۴ آوریل ۲۰۱۵ توسط بلو هاربو اینترتیمنت برنامه ریزی شده است.

## بازخوردها
- در جمع‌آوری نقد راتن تومیتوز، این فیلم بر اساس رای ۱۳ نقد منتقد، ۱۰۰% تایید شده است.[۶]

## پیوند به‌ بیرون
- یک پسر هندی خوب در بانک اطلاعات اینترنتی فیلم‌ها (IMDb)